# Godi Schmutz
Gottfried «Godi» Schmutz (* 26. Oktober 1954 in Hagenbuch) ist ein ehemaliger Schweizer Radrennfahrer.

## Leben
Godi Schmutz wurde 1977 Profi-Rennfahrer. 1978, 1980 und 1985 errang er den Titel des Schweizer Strassenmeisters. Sein Titel 1983 wurde ihm wegen Dopings aberkannt. Bei der Tour of Britain belegte er 1978 den dritten Platz.
Schmutz nahm auch an grossen Rundfahrten teil, wie dem Giro d’Italia (1979 bis 1982), der Tour de Suisse (1977 bis 1983) und der Deutschland-Tour (1979 bis 1982). 1979 belegte er den neunten Platz in der Gesamtwertung des Giro. 1985 gewann er den Grand Prix di Lugano. 1980 gewann er die Kaistenberg-Rundfahrt.
Sein Erzrivale war Beat Breu; die Rivalität zwischen den beiden Fahrern fand ihren Höhepunkt bei der Tour de Suisse 1981. Schmutz unterstützte Breu nicht wie erwünscht, so dass dieser sich äusserte: «De Gottfried isch für mi gstorbe» und ihn als «Godi Schmutz, dä Sauhund» bezeichnete, was zu einer stehenden Redewendung im Schweizer Radsport wurde.
Godi Schmutz arbeitet heute für ein Versicherungsunternehmen. In seiner Freizeit leitet er die Nachwuchs-Abteilung des RMV Elgg, aus der die Schweizer Bahn-Meisterin Andrea Wolfer entstammt.